# Bur Berawang Naru
Bur Berawang Naru är ett berg i Indonesien.   Det ligger i provinsen Aceh, i den västra delen av landet, 1 500 km nordväst om huvudstaden Jakarta. Toppen på Bur Berawang Naru är 2 885 meter över havet.
Terrängen runt Bur Berawang Naru är bergig åt nordost, men åt sydväst är den kuperad. Runt Bur Berawang Naru är det ganska tätbefolkat, med 70 invånare per kvadratkilometer. I omgivningarna runt Bur Berawang Naru växer i huvudsak städsegrön lövskog.